# Heqin
Heqin es refereix a la pràctica històrica que els emperadors xinesos casessin princeses, normalment membres de branques menors de la família reial, amb governants de països veïns. Sovint s'adoptava com a estratègia de pacificació amb un estat enemic que era massa fort per ser vençut al camp de batalla. La política no sempre era efectiva, ja que implicava un estatus diplomàtic igual entre l'emperador xinès i el governant estranger. A causa d'això, era controvertit i tenia molts crítics.
Lou Jing, l'arquitecte de la política, proposà atorgar la filla gran de l'Emperador Gaozu de Han a Modu Chanyu dels Xiongnu. La seva proposta va ser adoptada i implementada amb un tractat el 198 aC, després de la batalla de Baideng dos anys abans. Wang Zhaojun, de la dinastia Han, i la Princesa Wencheng, de la dinastia Tang, són de les princeses heqin més famoses. Cap altra dinastia Han xinesa va practicar heqin després de la Tang.
L'estudiós del segle XX Wang Tonglin va elogiar heqin per facilitar la "barreja de races" a la Xina.